# Biacumontia
Genre
Biacumontia est un genre d'opilions laniatores de la famille des Triaenonychidae.

## Distribution
Les espèces de ce genre sont endémiques d'Afrique du Sud.

## Liste des espèces
Selon World Catalogue of Opiliones (25/05/2021) :
- Biacumontia cornuta Lawrence, 1931
- Biacumontia elata Kauri, 1961
- Biacumontia fissidens Lawrence, 1931
- Biacumontia maculata Lawrence, 1938
- Biacumontia paucidens Lawrence, 1931
- Biacumontia truncatidens Lawrence, 1931
- Biacumontia variegata Lawrence, 1934

## Publication originale
- Staręga, 1992 : « An annotated check-list of harvestmen, excluding Phalangiidae, of the Afrotropical Region (Opiliones). » Annals of the Natal Museum, vol. 33, no 2, p. 271–336 (texte intégral).